# Ermida de Nossa Senhora dos Milagres (Bandeiras)

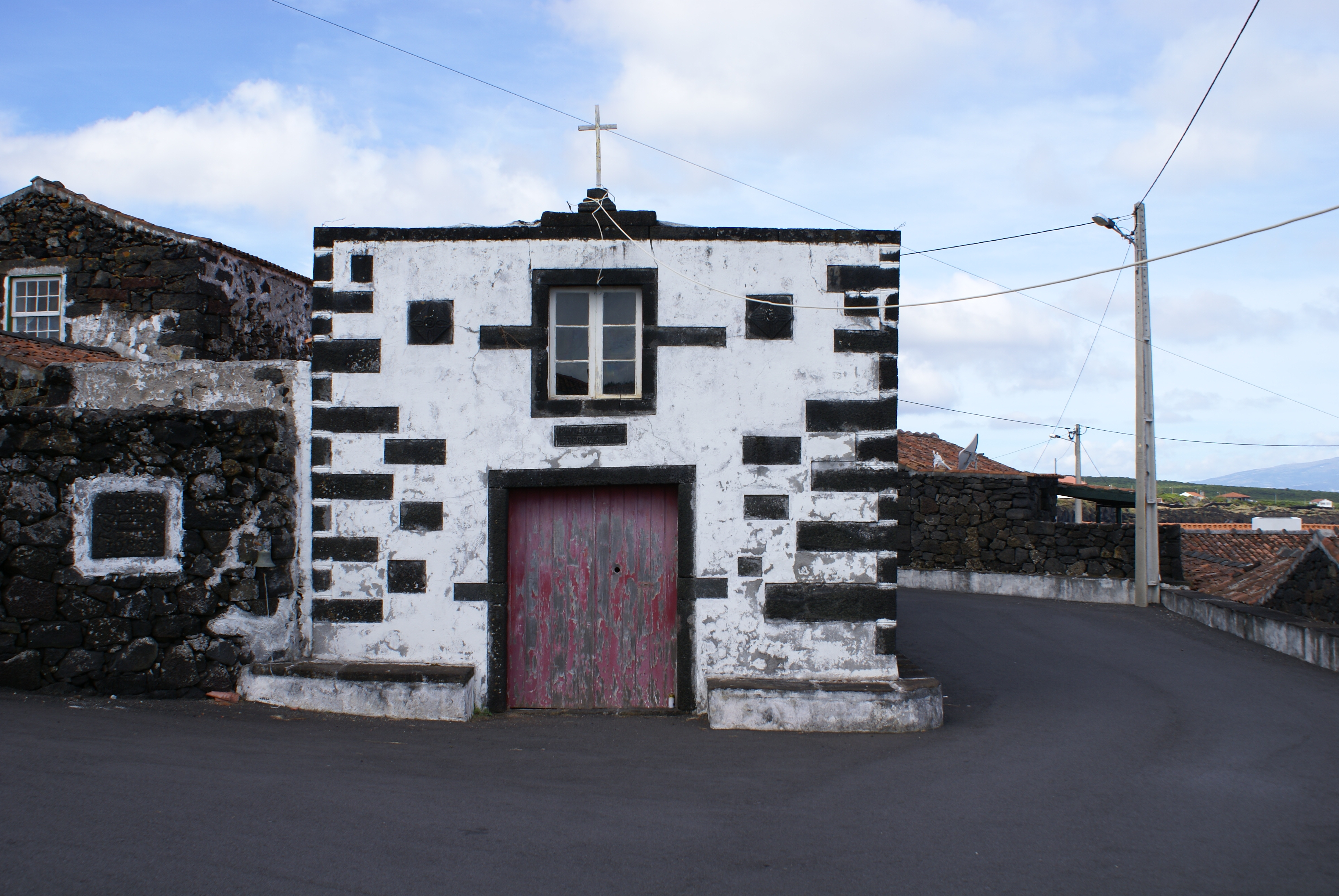
Ermida de Nossa Senhora dos Milagres, Porto do Cachorro.

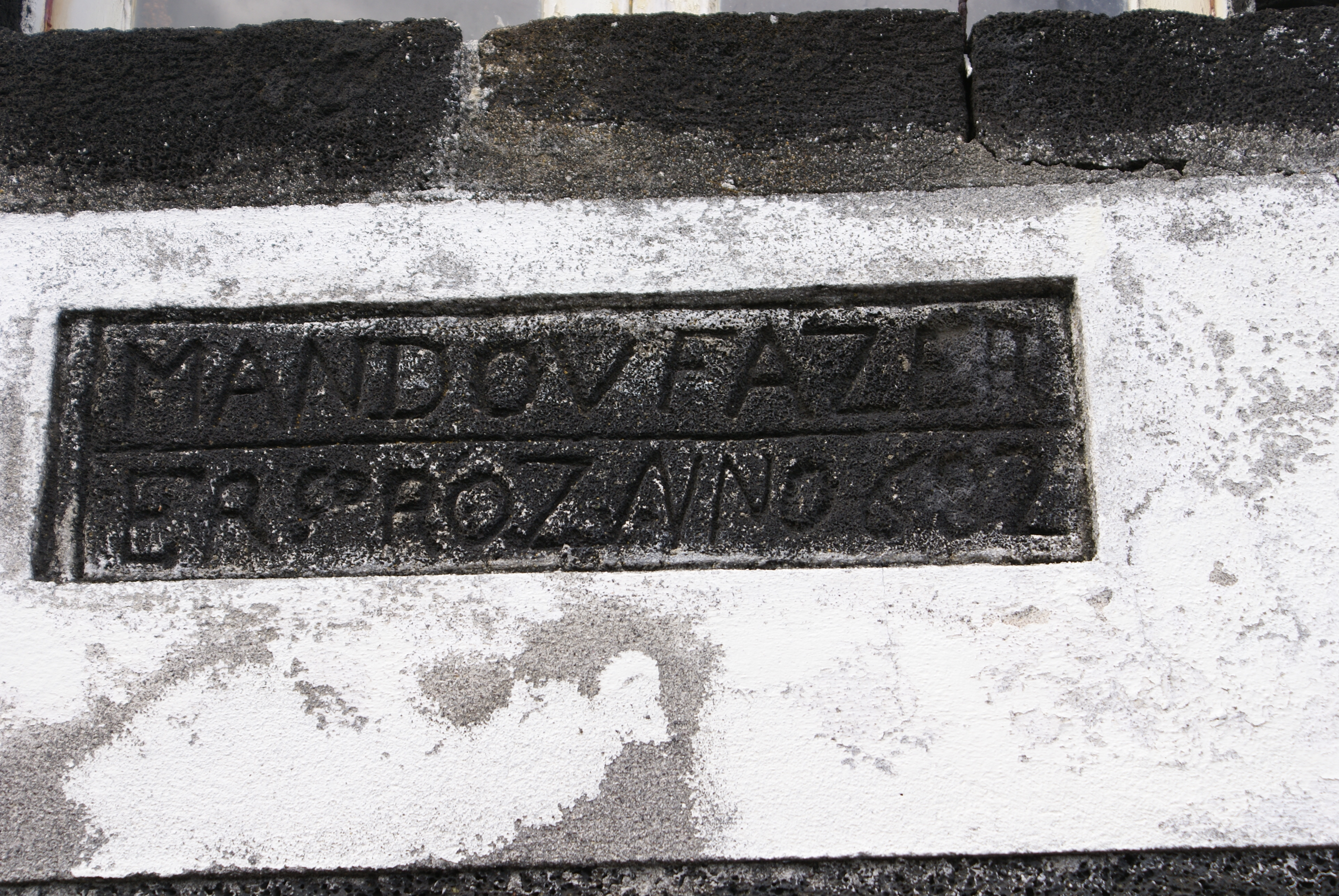
Ermida de Nossa Senhora dos Milagres, Pedra gravada.

A  Ermida de Nossa Senhora dos Milagres  é uma Ermida portuguesa localizada no lugar dos Arcos do Cachorro, freguesia das Bandeiras,  concelho das Madalena, na ilha do Pico, no arquipélago dos Açores.
Esta ermida cuja construção recua ao século XVII é dedicada a devoção de Nossa Senhora dos Milagres, tem a sua fundação no ano de 1682.